# Quận Prowers, Colorado
Quận Prowers là một trong số 64 quận của tiểu bang Colorado của Hoa Kỳ. quận này được đặt tên để vinh danh John W. Prowers, một nhà tiên phong hàng đầu trong khu vực thung lũng thấp hơn Arkansas. Dân số quận này là 14.483 theo kết quả điều tra dân số năm 2000 của Cục điều tra dân số Hoa Kỳ. 2 Quận lỵ là Lamar 6.

## Địa lý
Theo Cục điều tra dân số Hoa Kỳ, quận có tổng diện tích là 1.644 dặm vuông (4.259 km ²), trong đó 1.640 dặm vuông (4.249 km ²) là đất và 4 dặm vuông (10 km ²) (0,24%) là diện tích mặt nước.

### Các quận lân cận
- Quận Kiowa, Colorado - phía bắc
- Quận Greeley, Kansas - đông bắc
- Quận Hamilton, Kansas - phía đông
- Quận Stanton, Kansas - đông nam
- Quận Baca, Colorado - phía nam
- Quận Bent, Colorado - phía tây

## Nhân khẩu
Theo điều tra dân số 2 năm 2000, quận này đã có dân số 14.483 người, 5.307 hộ gia đình, và 3.725 gia đình sống trong quận hạt. Mật độ dân số là 9 người trên một dặm vuông (3/km ²). Có 5.977 đơn vị nhà ở với mật độ trung bình là 4 trên một dặm vuông (1/km ²). Về cơ cấu chủng tộc của dân cư sinh sống tại quận này, có 78,57% người da trắng, 0,30% da đen hay Mỹ gốc Phi, 1,22% người Mỹ bản xứ, 0,37% châu Á, Thái Bình Dương 0,03%, 17,17% các chủng tộc khác, và 2,34% từ hai hoặc nhiều chủng tộc. 32,91% dân số là người Hispanic hay Latino thuộc một chủng tộc nào.
Có 5.307 hộ, trong đó 37,40% có trẻ em dưới 18 tuổi sống chung với họ, 54,60% là đôi vợ chồng sống với nhau, 10,90% có nữ hộ và không có chồng, và 29,80% là các gia đình không. 25,40% hộ gia đình đã được tạo ra từ các cá nhân và 11,50% có người sống một mình 65 tuổi hoặc lớn tuổi hơn là người. Cỡ hộ trung bình là 2,67 và cỡ gia đình trung bình là 3,21.
Cơ cấu độ tuổi của dân cư quận gồm 30,00% dưới độ tuổi 18, 10,70% 18-24, 26,50% 25-44, 20,20% từ 45 đến 64, và 12,60% từ 65 tuổi trở lên người. Độ tuổi trung bình là 32 năm. Đối với mỗi 100 nữ có 101,00 nam giới. Đối với mỗi 100 nữ 18 tuổi trở lên, đã có 98,70 nam giới.
Thu nhập trung bình cho một hộ gia đình trong quận này đạt mức $ 29.935, và thu nhập trung bình cho một gia đình là $ 34.202. Phái nam có thu nhập trung bình $ 24.971 so với 20.526 USD đối với phái nữ. Các bình quân đầu người thu nhập cho quận là 14.150 đô la Mỹ. Có 14,50% gia đình và 19,50% dân số sống dưới mức nghèo khổ, bao gồm 27,10% những người dưới 18 tuổi và 13,90% của những người 65 tuổi hoặc hơn.